# Gotta Get Over
Gotta Get Over ist ein Rocksong, der von Doyle Bramhall II, Nikka Costa und Justin Stanley geschrieben und 2013 auf Eric Claptons Studioalbum Old Sock sowie als Single veröffentlicht wurde.
Im Interview zu Old Sock erklärte Clapton, dass Doyle Bramhall II versucht für ihn zu schreiben, da sie beide Gitarristen sind. Clapton vermerkte, dass er den Titel sehr möge, da er ihn an seine Arbeit mit Delaney & Bonnie erinnere. Die Gitarrenriffs gefielen Clapton dabei sofort. Chaka Khan wirkte auf Nachfrage von Bramhall II und Justin Stanley auf der Aufnahme mit.

## Rezeption und Charterfolg
Musikkritiker Hal Horowitz von americansongwriter.com lobte die neuen Titel Gotta Get Over und Every Little Thing. Stephen Thomas Erlewine von der Musikwebsite Allmusic bezeichnet den Song als „antreibend“. Die Singleauskopplung erreichte Platz 17 der Japan Hot 100 und verblieb drei Wochen in diesen.